# Official World Golf Ranking
De Official World Golf Ranking (OWGR) is de officiële wereldranglijst van alle mannelijke professionele golfers.
De lijst wordt erkend door de vier Major Championships en de zes Tours die verbonden zijn in de Internationale Federatie van PGA Tours:
- de Amerikaanse PGA Tour
- de Europese PGA Tour
- de Asian Tour
- de PGA Tour of Australasia
- de Japan Golf Tour
- de Sunshine Tour

Ook de punten die behaald worden op de Europese Challenge Tour, de Web.com Tour, de OneAsia Tour en de Canadese Challenge Tour tellen mee. Na ieder weekend wordt de lijst bijgesteld. 
De damesprofessional hebben sinds 2006 ook een wereldranglijst, de Women's World Golf Ranking of kortweg de Rolex Ranking.
Voor amateurs bestaat er The World Amateur Golf Rankings.

## Geschiedenis
De eerste World Ranking werd opgericht door Mark McCormack, agent van top-sporters, en de The Royal and Ancient Golf Club of St Andrews. Van 1968-1985 gebruikte men de Mark McCormack's World Golf Rankings, maar deze werd niet officieel erkend en werd dus ook niet gebruikt om te beslissen wie er aan het Brits Open mocht meedoen of wie er in het team van de Ryder Cup zou worden opgesteld.
Langzamerhand deden steeds meer professionele golfspelers intercontinentaal ervaring op. Zo werd het nodig om een betere wereldranglijst met een meer genuanceerde puntentelling te maken.
Net voor het Brits Open van 1986 werd de eerste officiële wereldranglijst gepubliceerd onder de naam Sony Rankings. Aan de top stonden toen Bernhard Langer, Severiano Ballesteros, Sandy Lyle, Tom Watson, Mark O'Meara en Greg Norman. De top drie bestond uit Europeanen, terwijl er 31 Amerikaanse namen in de top 50 stonden. De lijst werd hernoemd naar de huidige naam in 1997.

## Puntentelling
Bij ieder toernooi krijgen de spelers met de beste resultaten 'ranking points'. Dat verschilt per wedstrijd en hangt onder andere af van het aantal deelnemers uit de top 200 van de OWGR-lijst. 
Bij de grootste toernooien krijgt de winnaar 100 punten, nummer twee 60 punten, nummer drie 40 punten. Alle spelers in de Majors krijgen 1,50 punt als ze de laatste ronde spelen. Bij het Brits PGA Kampioenschap krijgt de winnaar 64, bij de Europese Tour 24, bij de Europese Challenge Tour 12, bij de Canadese Tour 6. Zo heeft ieder toernooi een eigen tabel.
De punten worden berekend via een speciale formule en zijn geen eenvoudige optelsom:
- Punten van het laatste kwartaal wegen zwaarder dan eerdere punten.
- Punten vervallen na twee jaar.

| Tour                       | Minimum punten | Belangrijkste toernooi   | Minimum punten |
| -------------------------- | -------------- | ------------------------ | -------------- |
| Amerikaanse PGA Tour       | 24             | The Players Championship | 80             |
| Europese PGA Tour          | 24             | Brits PGA Championship   | 64             |
| Japan Golf Tour            | 16             | Japan Open               | 32             |
| Australaziatische PGA Tour | 16             | Australian Open          | 32             |